# Richard Piper

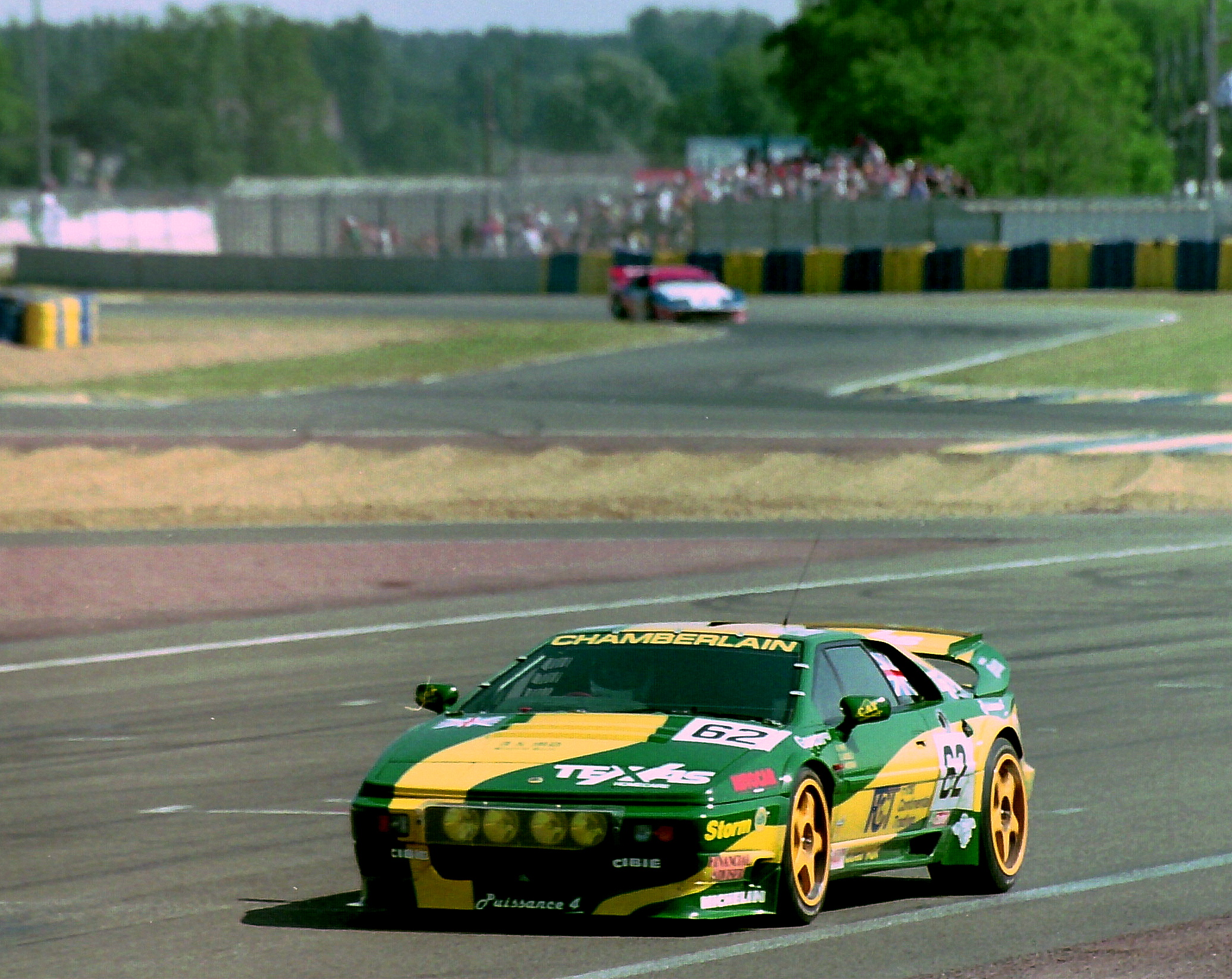
Der Lotus Esprit S300 von Olindo Iacobelli, Peter Hardman und Richard Piper beim 24-Stunden-Rennen von Le Mans 1994

Richard Anthony Piper (* 22. Oktober 1947 in London) ist ein ehemaliger britischer Autorennfahrer.

## Karriere
Richard Piper begann seine Karriere 1979 in der britischen Formel-Atlantic-Meisterschaft. Seine beste Platzierung in der Gesamtwertung dieser Meisterschaft war der 18. Rang 1981. Nach diesen Anfängen im Monopostosport bestritt der Brite ab der Mitte der 1980er-Jahre Sportwagenrennen in Europa und Nordamerika. Er ging bei Rennen der Sportwagen-Weltmeisterschaft und in der IMSA-GTP-Serie an den Start und war mehrmals beim 24-Stunden-Rennen von Le Mans gemeldet.
Seinen ersten Rennsieg feierte er 1985 beim Thundersports-Rennen von Brands Hatch. Die Thundersports-Rennserie war eine britische Sportwagenserie die zwischen 1983 und 1989 ausgefahren wurde. Das Rennen in Brands Hatch gewann er gemeinsam mit Tiff Needell auf einem Chevron B26. Auch seinen zweiten Rennsieg feierte er in der Thundersports-Serie. Wieder mit Tiff Needell als Partner gewann er auf einem March 847 das Rennen in Thruxton 1987.
Seine beste Platzierung in Le Mans war der 14. Rang im Gesamtklassement 1992.

## Statistik

### Le-Mans-Ergebnisse
| Jahr | Team                    | Fahrzeug          | Teamkollege      | Teamkollege          | Platzierung             | Ausfallgrund       |
| ---- | ----------------------- | ----------------- | ---------------- | -------------------- | ----------------------- | ------------------ |
| 1990 | PC Automotive           | Spice SE89C       | Olindo Iacobelli | Mike Youles          | Rang 21 und Klassensieg |                    |
| 1991 | Euro Racing             | Spice SE89C       | Olindo Iacobelli | Jean-Louis Ricci     | nicht klassiert         |                    |
| 1992 | Chamberlain Engineering | Spice SE89C       | Olindo Iacobelli | Ferdinand de Lesseps | Rang 14                 |                    |
| 1993 | Lotus Sport             | Lotus Esprit S300 | Olindo Iacobelli | Ferdinand de Lesseps | Ausfall                 | Zylinder überhitzt |
| 1994 | Lotus Cars              | Lotus Esprit S300 | Olindo Iacobelli | Peter Hardman        | Ausfall                 | Unfall             |
| 1995 | PC Automotive Jaguar    | Jaguar XJ220      | James Weaver     | Tiff Needell         | Ausfall                 | Motorschaden       |

### Sebring-Ergebnisse
| Jahr | Team                  | Fahrzeug    | Teamkollege | Teamkollege  | Platzierung | Ausfallgrund |
| ---- | --------------------- | ----------- | ----------- | ------------ | ----------- | ------------ |
| 1990 | Spice Engineering USA | Spice SE90P | Tomas Lopez | Fermín Vélez | Rang 14     |              |

### Einzelergebnisse in der Sportwagen-Weltmeisterschaft
| Saison | Team                                  | Rennwagen          | 1   | 2   | 3   | 4   | 5   | 6   | 7   | 8   | 9   | 10  | 11  |
| ------ | ------------------------------------- | ------------------ | --- | --- | --- | --- | --- | --- | --- | --- | --- | --- | --- |
| 1985   | ADA Engineering                       | Gebhardt JC843     | MUG | MON | SIL | LEM | HOK | MOS | SPA | BRH | FUJ | SEL |     |
| 1985   | ADA Engineering                       | Gebhardt JC843     |     |     |     |     |     |     | 6   |     |     |     |     |
| 1986   | Tiga Team                             | Tiga GC86          | MON | SIL | LEM | NÜN | BRH | JER | NÜR | SPA | FUJ |     |     |
| 1986   | Tiga Team                             | Tiga GC86          |     |     |     |     |     | DNF |     |     |     |     |     |
| 1987   | PC Automotive                         | Royale RP40        | JAR | JER | MON | SIL | LEM | NÜN | BRH | NÜR | SPA | FUJ |     |
| 1987   | PC Automotive                         | Royale RP40        |     |     |     | DNF |     |     |     |     |     |     |     |
| 1988   | PC Automotive                         | Argo JM19C         | JER | JAR | MON | SIL | LEM | BRÜ | BRH | NÜR | SPA | FUJ | SAN |
| 1988   | PC Automotive                         | Argo JM19C         |     |     | DNF | 13  |     |     | 11  | 15  | 11  |     |     |
| 1989   | PC Automotive                         | Spice SE88C ADA 02 | SUZ | DIJ | JAR | BRH | NÜR | DON | SPA | MEX |     |     |     |
| 1989   | PC Automotive                         | Spice SE88C ADA 02 |     | 21  | 17  | DNF | 18  | DNF | 14  | 19  |     |     |     |
| 1990   | Chamberlain Engineering GP Motorsport | Spice SE89C        | SUZ | MON | SIL | SPA | DIJ | NÜR | DON | MOT | MEX |     |     |
| 1990   | Chamberlain Engineering GP Motorsport | Spice SE89C        |     |     | 17  |     |     |     | DNF | 11  | DNF |     |     |
| 1991   | Euro Racing                           | Spice SE90C        | SUZ | MON | SIL | LEM | NÜR | MAG | MEX | AUT |     |     |     |
| 1991   | Euro Racing                           | Spice SE90C        |     |     | 5   | DNF |     |     |     |     |     |     |     |
| 1992   | Chamberlain Engineering               | Spice SE89C        | MON | SIL | LEM | DON | SUZ | MAG |     |     |     |     |     |
| 1992   | Chamberlain Engineering               | Spice SE89C        | 14  |     |     |     |     |     |     |     |     |     |     |